# Stone-cum-Ebony
Stone-cum-Ebony is een civil parish in het bestuurlijke gebied Ashford, in het Engelse graafschap Kent met 460 inwoners.